# Episodi di Bonanza (quarta stagione)
La quarta stagione della serie televisiva Bonanza è andata in onda negli Stati Uniti dal 23 settembre 1962 al 26 maggio 1963 sulla NBC.
| nº | Titolo originale           | Prima TV USA      | Titolo italiano | Prima TV Italia |
| -- | -------------------------- | ----------------- | --------------- | --------------- |
| 1  | The First Born             | 23 settembre 1962 |                 |                 |
| 2  | The Quest                  | 30 settembre 1962 |                 |                 |
| 3  | The Artist                 | 7 ottobre 1962    |                 |                 |
| 4  | A Hot Day for a Hanging    | 14 ottobre 1962   |                 |                 |
| 5  | The Deserter               | 21 ottobre 1962   |                 |                 |
| 6  | The Way Station            | 29 ottobre 1962   |                 |                 |
| 7  | The War Comes to Washoe    | 4 novembre 1962   |                 |                 |
| 8  | Knight Errant              | 18 novembre 1962  |                 |                 |
| 9  | The Beginning              | 25 novembre 1962  |                 |                 |
| 10 | The Deadly Ones            | 2 dicembre 1962   |                 |                 |
| 11 | Gallagher's Sons           | 9 dicembre 1962   |                 |                 |
| 12 | The Decision               | 16 dicembre 1962  |                 |                 |
| 13 | The Good Samaritan         | 23 dicembre 1962  |                 |                 |
| 14 | The Jury                   | 30 dicembre 1962  |                 |                 |
| 15 | The Colonel                | 6 gennaio 1963    |                 |                 |
| 16 | Song in the Dark           | 13 gennaio 1963   |                 |                 |
| 17 | Elegy for a Hangman        | 20 gennaio 1963   |                 |                 |
| 18 | Half a Rogue               | 27 gennaio 1963   |                 |                 |
| 19 | The Last Haircut           | 3 febbraio 1963   |                 |                 |
| 20 | Marie, My Love             | 10 febbraio 1963  |                 |                 |
| 21 | The Hayburner              | 17 febbraio 1963  |                 |                 |
| 22 | The Actress                | 24 febbraio 1963  |                 |                 |
| 23 | A Stranger Passed This Way | 3 marzo 1963      |                 |                 |
| 24 | The Way of Aaron           | 10 marzo 1963     |                 |                 |
| 25 | A Woman Lost               | 17 marzo 1963     |                 |                 |
| 26 | Any Friend of Walter's     | 24 marzo 1963     |                 |                 |
| 27 | Mirror of a Man            | 31 marzo 1963     |                 |                 |
| 28 | My Brother's Keeper        | 7 aprile 1963     |                 |                 |
| 29 | Five into the Wind         | 21 aprile 1963    |                 |                 |
| 30 | The Saga of Whizzer McGee  | 28 aprile 1963    |                 |                 |
| 31 | Thunder Man                | 5 maggio 1963     |                 |                 |
| 32 | Rich Man, Poor Man         | 12 maggio 1963    |                 |                 |
| 33 | The Boss                   | 19 maggio 1963    |                 |                 |
| 34 | Little Man -Ten Feet Tall  | 26 maggio 1963    |                 |                 |

## The First Born
- Prima televisiva: 23 settembre 1962
- Diretto da: Don McDougall
- Scritto da: George W. George, Judy George

### Trama
- Guest star: Eddy Walker (Harry), Robert Karnes (minatore), Barry Coe (Clay Stafford), Bob Miles (minatore), Holly Bane (Sam/minatore), Don Beddoe (Stan Perkins), Ben Erway (cassiere)

## The Quest
- Prima televisiva: 30 settembre 1962
- Diretto da: Christian Nyby
- Scritto da: Thomas Thompson, John Joseph

### Trama
- Guest star: Grant Richards (Will Poavey), Dan Riss (Bert Crawford), James Beck (Dave Donovan), Troy Melton as, Bob Miles, Grandon Rhodes (Mr. Simpson), Frank Gerstle (Jake Webber), Charles Seel (Mr. Hawkins), Harry Lauter (ubriaco)

## The Artist
- Prima televisiva: 7 ottobre 1962
- Diretto da: Don McDougall
- Scritto da: Frank Chase

### Trama
- Guest star: Virginia Grey (Ann Loring), William Keene (Stevens), Frank Chase (Jim), Dan O'Herlihy (Matthew Raine), S. John Launer (acquirente), Arch Johnson (Gavin), Ralph Montgomery (barista)

## A Hot Day for a Hanging
- Prima televisiva: 14 ottobre 1962
- Diretto da: William F. Claxton
- Scritto da: Elliott Arnold, Preston Wood

### Trama
- Guest star: Terry Becker (Shuler), Roy Roberts (Fillmore), Gene Roth (Jesse), Olive Sturgess (Mary Ann Wilson), John Mitchum (barista), Lane Bradford (Tibbs), John Harmon (McCray), Rayford Barnes (Austin), Kelly Thordsen (Larson), Denver Pyle (sceriffo Stedman), Robert Carson (Elmer Hormer)

## The Deserter
- Prima televisiva: 21 ottobre 1962
- Diretto da: William Witney
- Scritto da: Norman Lessing

### Trama
- Guest star: Gale Garnett (Maria), Andrea Darvi (Little Maria), Hal John Norman (sciamano), Claude Akins (colonnello Edward J. Dunwoody), George Keymas (Running Wolf), Robert Carricart (Myoka), Robert Sampson (Bill Winters), Anthony Caruso (Keokuk), Ricky Branson (Little Edward)

## The Way Station
- Prima televisiva: 29 ottobre 1962
- Diretto da: Don McDougall
- Scritto da: Frank Cleaver

### Trama
- Guest star: Trevor Bardette (Jesse), Raymond Guth (Lafe), Dawn Wells (Marty), Dorothy Green (Lucy), Walter Reed (Tim), Robert Vaughn (Luke Martin), Keith Richards (sceriffo Roth)

## The War Comes to Washoe
- Prima televisiva: 4 novembre 1962
- Diretto da: Don McDougall
- Scritto da: Alvin Sapinsley

### Trama
- Guest star: Harry Townes (giudice Terry), Harry Swoger (Charlie), Wallace Rooney (giudice), David Whorf (Peter), Alan Caillou (Walter Craigsmuir), Joyce Taylor (Morvath Terry), Barry Kelley (Bill Stewart), Marshall Reed (uomo)

## Knight Errant
- Prima televisiva: 18 novembre 1962
- Diretto da: William F. Claxton
- Scritto da: Joseph Hoffman

### Trama
- Guest star: Phil Chambers (Dick Thompson), Tina Menard (Francesca), Roy Engel (dottore), Judi Meredith (Lottie Hawkins), Gil Perkins (Whitey), George Robotham (Frank), Tyler McVey (cittadino), John Doucette (Walter Prescott)

## The Beginning
- Prima televisiva: 25 novembre 1962
- Diretto da: Christian Nyby
- Scritto da: Preston Wood

### Trama
- Guest star: Raymond Bailey (giudice), Robert Burton (Lewis), Francis DeSales (pubblico ministero), Carl Reindel (Billy Horn), Ken Lynch (Milton Tanner), Lon Dean (Hank)

## The Deadly Ones
- Prima televisiva: 2 dicembre 1962
- Diretto da: William Witney
- Scritto da: Denne Bart Petitclerc

### Trama
- Guest star: Jena Engstrom (Molly), Leo Gordon (Forsythe), Rico Alaniz (Miguel), Will Kuluva (generale Diaz), Lee Farr (Sims), Paul Fierro (Pablo)

## Gallagher's Sons
- Prima televisiva: 9 dicembre 1962
- Diretto da: Christian Nyby
- Scritto da: Dick Nelson

### Trama
- Guest star: Ken Mayer (conducente della diligenza), Chubby Johnson (Sam), Robert Strauss (Blake), Victor French (Con), Eileen Chesis (Wilhelmina "Will" Gallagher), Larrian Gillespie (Charlotte "Charlie" Gallagher), Craig Curtis (Tully), Tom Greenway (sceriffo), William Henry (Lou)

## The Decision
- Prima televisiva: 16 dicembre 1962
- Diretto da: William F. Claxton
- Soggetto di: Norman Jacob

### Trama
- Guest star: John Hoyt (giudice Franklin Grant), Lisabeth Hush (Karen Johns), DeForest Kelley (dottor Michael Johns), Eddie Quillan (Culp), Walter Sande (sceriffo), Will J. White (vicesceriffo)

## The Good Samaritan
- Prima televisiva: 23 dicembre 1962
- Diretto da: Don McDougall
- Scritto da: Robert Bloomfield

### Trama
- Guest star: Jeanne Cooper (Abigail Hinton), Noreen DeVita (Bonnie Hinton), Roy Engel (dottore), Don Collier (Wade Tyree)

## The Jury
- Prima televisiva: 30 dicembre 1962
- Diretto da: Christian Nyby
- Scritto da: Robert Vincent Wright

### Trama
- Guest star: Byron Foulger (Taylor), Bobs Watson (Junior), Bob Harris (vice), Sara Haden (cittadina), Tol Avery (Breese), Don Haggerty (Murdock), Arthur Space (giudice Crane), James Bell (Olson), Jack Betts (Jamie Wrenn), Michael Hinn (Williams)

## The Colonel
- Prima televisiva: 6 gennaio 1963
- Diretto da: Lewis Allen
- Scritto da: Preston Wood

### Trama
- Guest star: Edward Platt (Will Flanders), Raymond Bailey (Jenner), Helen Westcott (Emily Colfax), Mary Wickes (Martha), C. Lindsay Workman (commesso), Warren J. Kemmerling (Asa Flanders), Phil Chambers (Austin), John Larkin (colonnello Frank Medford)

## Song in the Dark
- Prima televisiva: 13 gennaio 1963
- Diretto da: Don McDougall
- Scritto da: Judy George, George W. George

### Trama
- Guest star: Virginia Christine (Mary), Mort Mills (vice sceriffo Jeff), Edward Andrews (Rev. William Johnson), Harry Swoger (Felix), Gregory Walcott (Danny Morgan), James Tartan (cittadino)

## Elegy for a Hangman
- Prima televisiva: 20 gennaio 1963
- Diretto da: Hollingsworth Morse
- Scritto da: Shirl Hendryx, E. M. Parsons

### Trama
- Guest star: Kevin Hagen (Hobie Clinderman), Roy Engel (dottor Paul Kay), Otto Kruger (giudice "Hanging Harry" Whittaker), Keir Dullea (Bob Jolley), Bill Zuckert (senatore Cal Prince), Ron Soble (killer)

## Half a Rogue
- Prima televisiva: 27 gennaio 1963
- Diretto da: Don McDougall
- Scritto da: Arnold Belgard

### Trama
- Guest star: John Milford (Cal Stacy), Judson Pratt (Jeb Nelson), Slim Pickens (Big Jim Leyton)

## The Last Haircut
- Prima televisiva: 3 febbraio 1963
- Diretto da: William F. Claxton
- Scritto da: Charles Lang

### Trama
- Guest star: Rafael López (Paco Rodriguez), Jered Barclay (Calvin Brennan), Shelby Grant (cameriera), Willis Bouchey (giudice), John Archer (Wilson Reed), Howard Wendell (Mr. Albright), John Harmon (Frank), Rex Holman (Otie), Alex Montoya (Carlos Rodriguez), Chubby Johnson (Sam Sneddon), Perry Lopez (Duke Miller), Joe Higgins (cameriere)

## Marie, My Love
- Prima televisiva: 10 febbraio 1963
- Diretto da: Lewis Allen
- Soggetto di: Anthony Lawrence, Anne Howard Bailey

### Trama
- Guest star: Felicia Farr (Marie DeMarigny), Lili Valenty (Madame DeMarigny), Richard Angarola (Andre), George Dolenz (Edward Darcy), Eduard Franz (Marius Angelou), Jean Del Val (Mr. Clemont)

## The Hayburner
- Prima televisiva: 17 febbraio 1963
- Diretto da: William F. Claxton
- Scritto da: Alex Sharp

### Trama
- Guest star: Percy Helton (Lefe), Paul Bryar (Horse Trader), Howard Wright (Sam Finney), Ellen Corby (Cora Milford), William Demarest (Enos Milford)

## The Actress
- Prima televisiva: 24 febbraio 1963
- Diretto da: Christian Nyby
- Scritto da: Norman Lessing

### Trama
- Guest star: Robert F. Hoy (Chuck Miller), Lester Matthews (J. B. Forrester), John Rodney (Edwin Booth), Robert J. Stevenson (Jim Larkin), Pat Crowley (Julia Grant), Joey Scott (Tommy Grant)

## A Stranger Passed This Way
- Prima televisiva: 3 marzo 1963
- Diretto da: Lewis Allen
- Scritto da: William L. Stuart

### Trama
- Guest star: Robert Carricart (Don Escobar), Signe Hasso (Christina Vandervort), Dan White (stalliere), Addison Richards (dottor Hickman), Robert Emhardt (Klaas Vandervort)

## The Way of Aaron
- Prima televisiva: 10 marzo 1963
- Diretto da: Murray Golden
- Scritto da: Raphael David Blau

### Trama
- Guest star: Sarah Selby (Mrs. Cardiff), Jason Wingreen (Hank), Aneta Corsaut (Rebecca Kaufman), Harry Dean Stanton (Styles), Ludwig Donath (Aaron Kaufman)

## A Woman Lost
- Prima televisiva: 17 marzo 1963
- Diretto da: Don McDougall
- Scritto da: Frank Chase

### Trama
- Guest star: John Indrisano (arbitro), Don Megowan (Mace Sindell), Ruta Lee (Rita Marlowe), Bill Edwards (Merchant), Roger Torrey (Tiny Mack), Bern Hoffman (Fisherman), Dick Miller (Sam), Harry Hickox (Dink), Don Kennedy (Fisherman)

## Any Friend of Walter's
- Prima televisiva: 24 marzo 1963
- Diretto da: John Florea
- Scritto da: Lois Hire

### Trama
- Guest star: Steve Brodie (Macy), James Luisi (Willard), Katherine Barrett (Bessie Sue Hightower), Vic Werber (Teague), Robert Foulk (vice sceriffo), Arthur Hunnicutt (Obie)

## Mirror of a Man
- Prima televisiva: 31 marzo 1963
- Diretto da: Lewis Allen
- Scritto da: A. I. Bezzerides

### Trama
- Guest star: Eugène Martin (Toby Breckinridge), Nancy Rennick (Amelia Lally), Joseph Breen (Sol), Tristram Coffin (Ralph Austin), Kathleen O'Malley (Janie Breckinridge), Ford Rainey (Luke Barnes), Ron Hayes (Jud Lally/Rube Barnes)

## My Brother's Keeper
- Prima televisiva: 7 aprile 1963
- Diretto da: Murray Golden
- Scritto da: Seeleg Lester

### Trama
- Guest star: Jason Johnson (Vince), Ken Lynch (Dowd), Brendan Dillon (Emmet Reardon), Addison Richards (dottor Hickman), Carolyn Kearney (Sheila Reardon)

## Five into the Wind
- Prima televisiva: 21 aprile 1963
- Diretto da: William F. Claxton
- Scritto da: Meyer Dolinsky

### Trama
- Guest star: Kelly Thordsen (Howard Benson), Dabbs Greer (Leon Henshaw), Betsy Jones-Moreland (Nora Whitely), Mario Alcalde (Roberto de Sorto), Kathleen Crowley (Lori Hayden)

## The Saga of Whizzer McGee
- Prima televisiva: 28 aprile 1963
- Diretto da: Don McDougall
- Scritto da: Robert L. Welch

### Trama
- Guest star: Jeanne Bal (Melissa), Hal Baylor (Big Red), Bern Hoffman (barista), Med Flory (Otis), Holly Bane (Mike), Burt Mustin (Washburn), George Brenlin (Whizzer McGee)

## Thunder Man
- Prima televisiva: 5 maggio 1963
- Diretto da: Lewis Allen
- Scritto da: Lewis Reed

### Trama
- Guest star: Simon Oakland (William Poole), Bill Quinn (dottore Martin), Harvey Stephens (Fred Wilson), Evelyn Scott (Mrs. Gibson), Toby Michaels (Ann Wilson)

## Rich Man, Poor Man
- Prima televisiva: 12 maggio 1963
- Diretto da: Lewis Allen
- Scritto da: Richard P. McDonagh, Barbara Merlin, Milton Merlin

### Trama
- Guest star: Clegg Hoyt (Thompson), Florence Sundstrom (Daisy), John Fiedler (Claude Miller), Phil Chambers (Assey Clerk), J. Pat O'Malley (Clancy), Jay Lanin (Slauson), Ken Mayer (Tarbosh), Ken Drake (Claude), Bill Hickman (Harvey)

## The Boss
- Prima televisiva: 19 maggio 1963
- Diretto da: Arthur H. Nadel
- Scritto da: Leo Gordon, Paul Leslie Peil

### Trama
- Guest star: Philip Ober (Oliver), William Tannen (Sam Durra), Dan White (Tom), Roy Engel (dottore), Judee Morton (Karen Slayden), Denver Pyle (sceriffo Ed), Chris Alcaide (Gus Hannah), Carroll O'Connor (Tom Slayden)

## Little Man -Ten Feet Tall
- Prima televisiva: 26 maggio 1963
- Diretto da: Lewis Allen
- Scritto da: Eric Norden, Frank Arno

### Trama
- Guest star: Denver Pyle (sceriffo Ed), Bern Hoffman (Sam the Bartender), Michael Davis (Mario Biancci), James Anderson (Al), Lane Bradford (Todd), Ross Martin (Nick Biancci)